# Croatia Open Umag 2015
Il Croatia Open Umag 2015, anche conosciuto come Konzum Croatia Open Umag per motivi di sponsorizzazione, è stato un torneo di tennis giocato sulla terra rossa. È stata la 26ª edizione dell'evento ATP Vegeta Croatia Open Umag che fa parte della categoria ATP World Tour 250 series nell'ambito dell'ATP World Tour 2015. Si è giocato all'International Tennis Center di Umago in Croazia dal 20 al 26 luglio 2015.

## Partecipanti

### Teste di serie
| Nazione    | Giocatore             | Ranking* | Testa di serie |
| ---------- | --------------------- | -------- | -------------- |
| Francia    | Gaël Monfils          | 17       | 1              |
| Spagna     | Roberto Bautista Agut | 23       | 2              |
| Italia     | Andreas Seppi         | 26       | 3              |
| Austria    | Dominic Thiem         | 28       | 4              |
| Italia     | Fabio Fognini         | 33       | 5              |
| Germania   | Philipp Kohlschreiber | 34       | 6              |
| Croazia    | Borna Ćorić           | 37       | 7              |
| Slovacchia | Martin Kližan         | 38       | 8              |

* Teste di serie basate sul ranking al 13 luglio 2015.

### Altri partecipanti
I seguenti giocatori hanno ricevuto una wild card per il tabellone principale:
- Toni Androić
- Mate Delić
- Andrej Rublëv

I seguenti giocatori sono passati dalle qualificazioni:

- Laslo Đere
- Thomas Fabbiano
- Matteo Trevisan
- Bastian Trinker

## Campioni

### Singolare
Dominic Thiem ha sconfitto in finale  João Sousa per 6-4, 6-1.
- È il secondo titolo in carriera per Thiem

### Doppio
Máximo González /  André Sá hanno sconfitto in finale  Mariusz Fyrstenberg /  Santiago González per 4–6, 6–3, [10–5].